# Geilenkausen
Geilenkausen ist eine Ortschaft in der Stadt Waldbröl im Oberbergischen Kreis im südlichen Nordrhein-Westfalen, Deutschland innerhalb des Regierungsbezirks Köln. 

## Lage
Der Ort liegt ca. 6,9 km südwestlich vom Stadtzentrum entfernt.

## Geschichte
1316 wurde der Ort als „Gelinkusen“ erstmals urkundlich erwähnt.